# Beoția
Beoția, Boeotia sau Bœotia (greacă: Βοιωτία; modern: Viotia) este un ținut din centrul Greciei, situat între Golful Corint și Golful Eubeea. Capitala modernă este Levadeia, iar capitala antică a fost Teba. Teritoriul provinciei antice Beoția face parte în prezent din unitățile administrative Atica și Boeția (numite namos).

## Istoria
La nord de munții Kithairon se află Teba (Thiva), oraș din Beoția care a jucat un rol important în istoria Greciei antice. Așezarea există încă din perioada miceniană și este amintită în numeroase mituri. Cele mai cunoscute dintre acestea sunt miturie în care se povestește cum au fost ridicate zidurile orașului de către gemenii Amphion și Zethos. 

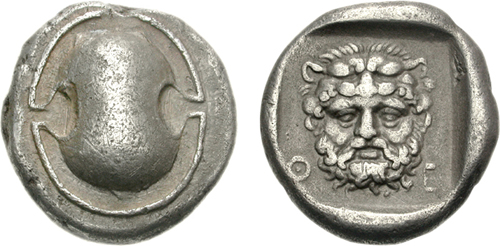
Thebes, 440-425 bc (Eracle)

Celebru este și ciclul de legende despre Oedip și copiii săi Antigona, Eteocles, Polynice și Ismene. În mitologia greacă, Teba era considerată locul de naștere al lui Hercule. În perioada miceniană, Teba a devenit reședința unei puternice dinastii regale și, în scurt timp, a ocupat o poziție privilegiată în regiune. În secolul al VI-lea î.Hr., Teba a reușit să unească orașele beoțiene și a intrat în conflict cu Atena, față de care s-a dovedit la început mai slabă.

## Climă
În Beoția clima este mediteraneană, cu temperaturi mai scăzute în regiuni înalte. Temperatura medie multianuală este de +10°C în ianuarie și de +25°C în august.

## Economie

### Industrie
Ușoară (textilă), alimentară (producția de vinuri).

### Agricultură
Viticultura, plantații de măslini, bumbac.